# Літера (типографія)
Лі́тера (від лат. littera — буква) — термін типографської справи, означає друкований символ, який є графічним або письмовим вираженням певного усного звуку чи звукосполучення.

## Елементи літери
Вирізняють 10 елементів літери: вічко, основний штрих, сполучний штрих, внутрішньолітерний проміжок, нижній виносний елемент, верхній виносний елемент, діакритичний знак, зарубки, кінцевий елемент, краплевидний елемент. Залежно від гарнітури і її накреслення останні три елементи літери можуть бути відсутніми. А наявність діакритичного знаку, верхніх та нижніх виносних елементів залежить безпосередньо від усталеного принципу написання літери. 